# فيف إيوينغ
فيف إيوينغ (بالإنجليزية: Fyfe Ewing)‏ هو طبال وموسيقي بريطاني، ولد في 31 أكتوبر 1970 في لارن في المملكة المتحدة.

## وصلات خارجية
- الموقع الرسمي
- فيف إيوينغ على موقع ميوزك برينز (الإنجليزية)
- فيف إيوينغ على موقع ديسكوغز (الإنجليزية)